# Nokia 6103
El Nokia 6103 es teléfono móvil basado en Nokia Series 40 con la plataforma del Nokia 6101. Este cuenta con Thin-film transistor que soporta 65,536 colores (128 x 160 pixels). El celular posee una minipantalla externa de 4,096 colores (96 x 65 píxeles). Otras características son el Bluetooth, tecnología inalámbrica Radio FM y cámara. 
El Nokia 6103 opera con el servicio GSM 850/1800/1900 MHz or GSM 900/1800/1900 MHz dependiendo de la región en que se encuentre.
La cámara del 6103 es VGA por lo que cuenta con una resolución 640 x 480 pixeles,lo suficiente para tomar buenas fotos.
El teléfono puede ser controlado a través del PC para enviar mensajes SMS, realizar la sincronización con Outlook, instalar aplicaciones Java, y más con el Nokia PC Suite.

## Características
- Dimensiones: 85 x 45 x 24 mm
- Peso: 97 gr.
- Pantalla interna Resolución: 128 x 160 píxeles con 65.536 colores
- Pantalla externa Resolución: 96 x 65 píxeles por color 4096
- De conversación: 4 horas
- Tiempo en espera: 350 horas (14 días)
- Cámara: VGA
- Memoria: 4.4 MB
- Conectividad: Infrarrojo y USB